# Дубока мрежа
Дубока мрежа, позната и као невидљива мрежа или скривена мрежа, термин је за претрагу која се односи на садржај на свјетској мрежи која није индексиран од стране стандардних претраживача. Информатичару Мајку Бергмену се приписује ковање овог термина 2000. године. Дубока мрежа је супротност површинској мрежи.

## Увод
Брз технолошки развој, размена велике количине података као и све већа употреба Интернета и друштвених мрежа сваког дана смањују могућности заштите приватности. Начин рада савремених претраживача је такав да региструју и памте сваку активност интернет корисника. У циљу заштите приватности развио се део Интернета под називом Deep Web који комерцијални претраживачи не могу да индексирају. Поред предности које овакав начин рада доноси корисницима, немогућност индексирања и праћења активности корисника у Deep Web-у отворили су простор за његово коришћење у циљу бављења илегалним активностима. Овакав део Интернета познат по страницама које нуде различит скуп илегалних активности познат је под именом Dark Net.

## Структура Deep Web-а
Можемо се сложити да је Интернет једно огромно место на коме се може наћи огроман број информација. Оно што је још занимљивије да та количина података коју покушавамо да замислимо у нашим глава је само један мали део онога што се на Интернету налази.
С обзиром на доступност садржаја, веб можемо поделити на два дела:
Површински (Surface Web) и дубоки (Deep Web). Површински веб је појам који означава садржај на вебу који је лако претражив путем конвенцијалних веб претраживача, као што су Google, Yahoo!, Bing и сл. Конвенцијални веб претраживачи стварају своје индексе помоћу робота (тзв. паука) који претражују веб у потрази за новим информацијама. Ти роботи путују од једне до друге веб странице уз помоћ веза између тих страница. Они притом индексирају садржај сваке веб странице на коју наиђу.
Може се примети да страница до које не води ниједан линк неће бити „видљива“ претраживачу. Ово је само један од примера како страница може постати део Deepnet-a. Уопштено говорећи садржај који се налази у Deepnet-у је:
- Динамички садржај: динамичке странице, које технички „не постоје“ све док корисник не изврши неки упит. У ову категорију би се могле сврстати и саме странице са резултатима претраге које настају када корисник зада упит Google претраживачу.
- Неповезан садржај: странице које нису повезане са другим страницама
- Приватни веб: сајтови који траже регистрацију или пријављивање корисника да би могао да приступи сајту. У ову категорију спадају и социјалне мреже, Ваш е-маил, сајтови који блокирају приступ претраживачима и забрањују њихово индексирање, приватни видео снимци на YouTube-u које могу прегледати само они којима је прослеђен линк

Michael K. Bergman је коришћење конвенционалних претраживача упоредио са повлачењем мреже по површини мора. Премда ће се пуно тога ухватити у тој мрежи, пуно већа количина информација је у дубљој води и због тога није ухваћена. Anand Rajaraman је то сликовито описао изјавом да је оно што нам нуде конвенционални веб претраживачи само врх ледене санте.
Велики део Deep Web-a чине подаци који су за нас, обичне кориснике, небитни. То су базе података великих фирми, затворене мреже разних предузећа, академских установа и сл.
Статистички подаци који се тичу Deepnet-a, који се могу тренутно наћи на Интернету, су прилично застарели. Последње исцрпно истраживање које је рађено у вези величине Deepnet-а рађено је 2001. године од стране BrightPlanet-a. Више информација можете наћи на адреси „www.brightplanet.com”. Архивирано из оригинала 08. 12. 2017. г. Приступљено 12. 12. 2017..
Истраживањем је тада утврђено:
- Количина јавних информација доступне на Deepnet-у су 400-500 пута веће него на често дефинисаном WWW
- Deepnet садржи око 7,500 терабајта (1 TB = 1024 GB) информација у поређењу са 19 терабајта информација доступних на површини
- Преко 200,000 Deepnet сајтова постоје (у то време)

Deepnet садржи преко 550 милијарди засебних докумената у поређењу са једном милијардом на површини.